# Spargania viridissima
Spargania viridissima är en fjärilsart som beskrevs av Paul Dognin 1907. Spargania viridissima ingår i släktet Spargania och familjen mätare. Inga underarter finns listade i Catalogue of Life.